# 26 januari
26 januari is de 26ste dag van het jaar in de gregoriaanse kalender. Hierna volgen nog 339 dagen (340 dagen in een schrikkeljaar) tot het einde van het jaar.

## Gebeurtenissen
- Algemeen
  - 1531 - Lissabon wordt getroffen door een zware aardbeving.
  - 1682 - Het deltagebied van Zuidwest-Nederland en Vlaanderen wordt getroffen door de stormvloed van 1682.
  - 1778 - Sydney wordt gesticht.
  - 1808 - In New South Wales breekt de Rum Rebellion uit.
  - 1905 - Een werknemer van de Premiermijn in Zuid-Afrika vindt de Cullinan, de grootste diamant uit de geschiedenis.
  - 2001 - Aardbeving in de Indiase deelstaat Gujarat, waarbij ongeveer 20.000 doden vallen en 167.000 mensen gewond raken.
  - 2018 - Bij een brand in een ziekenhuis in Miryang in Zuid-Korea komen 37 mensen om en zijn er meer dan 100 gewonden.
  - 2023 - Volgens de Palestijnse autoriteiten komen door een inval van het Israëlische leger in een vluchtelingenkamp bij de stad Jenin op de Westelijke Jordaanoever zeker negen Palestijnen om het leven.[1]
  - 2024 - Het Internationaal Gerechtshof in Den Haag formuleert een tussenvonnis in de zaak die Zuid-Afrika aanhangig heeft gemaakt over de oorlog in Gaza. Het Hof wil dat Israël er alles aan doet om genocide in Gaza te voorkomen, het bewijs van eventuele misdaden dient te bewaren en personen die genocide plegen of er toe oproepen moet vervolgen. Ook moet Israël voldoende humanitaire hulp in het gebied toestaan.[2]
- Criminaliteit en veiligheid
  - 2013 - Een Egyptische rechtbank veroordeelt 21 beklaagden die terechtstaan voor hun rol in de Port Said-stadionramp, waarbij in februari 2012 74 mensen om het leven kwamen, tot de dood. De uitspraak leidt tot rellen in de havenstad Port Said, waarbij 31 doden vallen.
- Economie
  - 2010 - Het Nederlandse bedrijf Spyker neemt de failliete Zweedse autofabriek Saab over van het noodlijdende Amerikaanse concern General Motors.
- Infrastructuur
  - 1910 - De Seine treedt buiten haar oevers, waardoor de Parijse metro onder water loopt.
  - 1931 - In Groningen botst een passagierstrein uit Nieuweschans ter hoogte van de Lodewijkstraat op een rangerende goederentrein. Er vallen drie doden en vijf gewonden.
- Kunst en cultuur

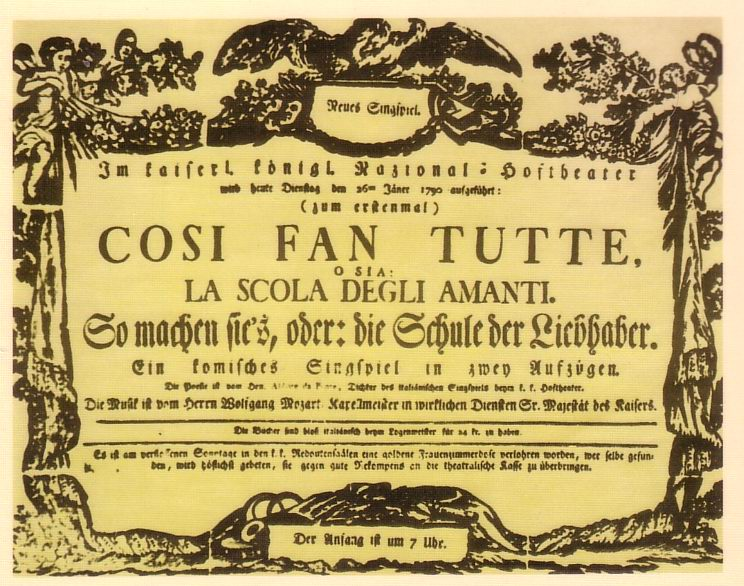
1790: Aankondiging van de première van Così fan tutte

- - 1790 - Première van de opera Così fan tutte van Wolfgang Amadeus Mozart in het Burgtheater in Wenen.
  - 1911 - Première van de opera Der Rosenkavalier van Richard Strauss in Dresden.
  - 1957 - Première van de opera Dialogues des carmélites van Francis Poulenc in het Teatro alla Scala in Milaan.
  - 2000 - Gerrit Komrij wordt uitgeroepen tot Dichter des Vaderlands.
  - 2005 - Driek van Wissen wordt uitgeroepen tot Dichter des Vaderlands.
- Oorlog
  - 1841 - Het Verenigd Koninkrijk bezet Hongkong.
  - 1887 - Slag bij Dogali: Abessinië verslaat de Italianen.
  - 1939 - Troepen van Francisco Franco nemen Barcelona in tijdens de Spaanse Burgeroorlog.
  - 1950 - Landverrader Anton van der Waals wordt terechtgesteld.
  - 1991 - Begin van de burgeroorlog in Somalië.
  - 2013 - Franse en Malinese troepen heroveren Gao op de islamitische beweging Ansar Dine.
  - 2016 - Met een aanval op een belangrijk elektriciteitsknooppunt zetten de Taliban de Afghaanse hoofdstad Kabul voor een groot deel in het donker.
- Politiek
  - 1340 - Koning Eduard III van Engeland wordt uitgeroepen tot koning van Frankrijk.
  - 1837 - Michigan ratificeert de Grondwet van de Verenigde Staten van Amerika en treedt toe tot de Unie als 26e staat.[3]
  - 1950 - In New Delhi wordt de onafhankelijke republiek India uitgeroepen.
  - 1993 - De Europese Gemeenschap schort de ontwikkelingshulp aan Togo op uit protest tegen het bloedig neerslaan van een betoging tegen de regering in de hoofdstad Lomé, waarbij ten minste zestien doden vielen.
  - 1998 - De Amerikaanse president Bill Clinton ontkent een seksuele relatie te hebben gehad met Monica Lewinsky.
- Religie
  - 1397 - Paus Bonifatius IX benoemt Johan II van Nassau-Wiesbaden-Idstein tot aartsbisschop van Mainz.
  - 1466 - Bisschopswijding van Adolf II van Nassau-Wiesbaden-Idstein.
  - 1959 - Benoeming van Petrus Moors tot bisschop van Roermond in Nederland.
  - 1999 - Paus Johannes Paulus II reist van Mexico naar Saint Louis (Missouri, Verenigde Staten) voor een tweedaags bezoek.
- Sport
  - 1963 - De Groninger schaatsklassieker Noorder Rondritten wordt voor de zevende keer verreden. Winnaar is de Groninger Jan Uitham, die acht dagen eerder nog tweede was geworden in de Elfstedentocht. De Noorder Rondritten zijn voor deze editie ingekort tot 88 km, in plaats van de originele 150 kilometer.
  - 1997 - Louise Karlsson zwemt in Malmö een wereldrecord op de 100 meter wisselslag kortebaan (25 meter): 1.01,03.
  - 2003 - Zwemmer Pieter van den Hoogenband scherpt in Berlijn zijn eigen Europese record op de 200 meter vrije slag kortebaan (25 meter) aan tot 1.42,45.
  - 2007 - Michel Platini wordt op het UEFA-congres in Düsseldorf gekozen als nieuwe UEFA-voorzitter.
  - 2011 - Belgisch tennisster Justine Henin kondigt aan te stoppen met tennissen, na 7 grandslamtoernooien, een gouden medaille op de Olympische Spelen en 117 weken nummer 1 op de WTA-rangschikking. De reden is een aanslepende elleboogblessure.
  - 2013 - De Wit-Russische Viktoryja Azarenka wint voor de tweede maal op rij de Australian Open bij de vrouwen.
  - 2013 - Schaatsster Thijsje Oenema scherpt in Salt Lake City het Nederlands record op de 500 meter (37,54 seconden) aan tot 37,38.
  - 2020 - Basketballer Kobe Bryant komt samen met zijn 13-jarige dochter Gianna om bij een helikopterongeluk in Calabasas, Californië.
- Wetenschap en technologie
  - 1500 - Vicente Yáñez Pinzón ontdekt als eerste Europeaan Brazilië.
  - 1932 - Ernest Lawrence vraagt octrooi aan op het cyclotron.
  - 1978 - Lancering van de International Ultraviolet Explorer (IUE), een samenwerkingsproject van NASA en ESA. Doel van de missie: het bestuderen van ultraviolet licht uitgezonden door sterren en andere heldere objecten in het heelal.[4]
  - 1983 - De Nederlandse kunstmaan IRAS (infrarood Astronomische Satelliet) wordt in Californië gelanceerd.
  - 2023 - De planetoïde (6) Hebe is in oppositie met de zon.[5][6]
  - 2023 - Lancering van een H-IIA 202 raket van Mitsubishi Heavy Industries vanaf Tanegashima Space Center LA-Y1 in Japan voor de IGS Radar-7 missie met de gelijknamige radarspionagesatelliet van het Cabinet Satellite Information Center (CSIE).[7][8]
  - 2023 - Lancering van een Falcon 9 raket van SpaceX vanaf Kennedy Space Center Lanceercomplex 40 voor de Starlink group 5-2 missie met 56 Starlink satellieten.[9]
  - 2024 - Lancering van SpaceShipTwo van Virgin Galactic vanonder het draagvliegtuig VMS Eve voor de suborbitale Galactic-06 missie met aan boord 4 ruimtetoeristen waaronder de eerste Oekraïense vrouw.[10][11]
  - 2024 - Studenten van de Vrije Universiteit Berlijn vinden meteorieten die afkomstig zijn van de planetoïde 2024 BX1 die op 21 januari 2024 de aardatmosfeer binnen is gedrongen boven het gebied rond de Duitse stad Berlijn.[12]

## Geboren

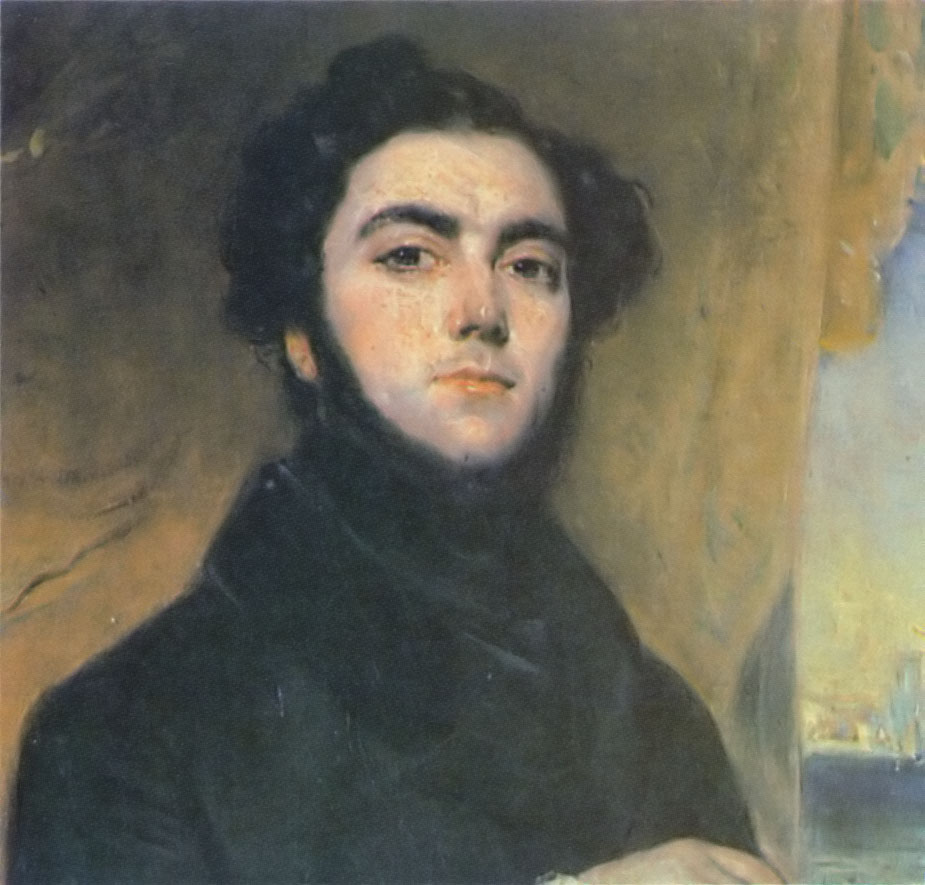
Eugène Sue,
geboren in 1804

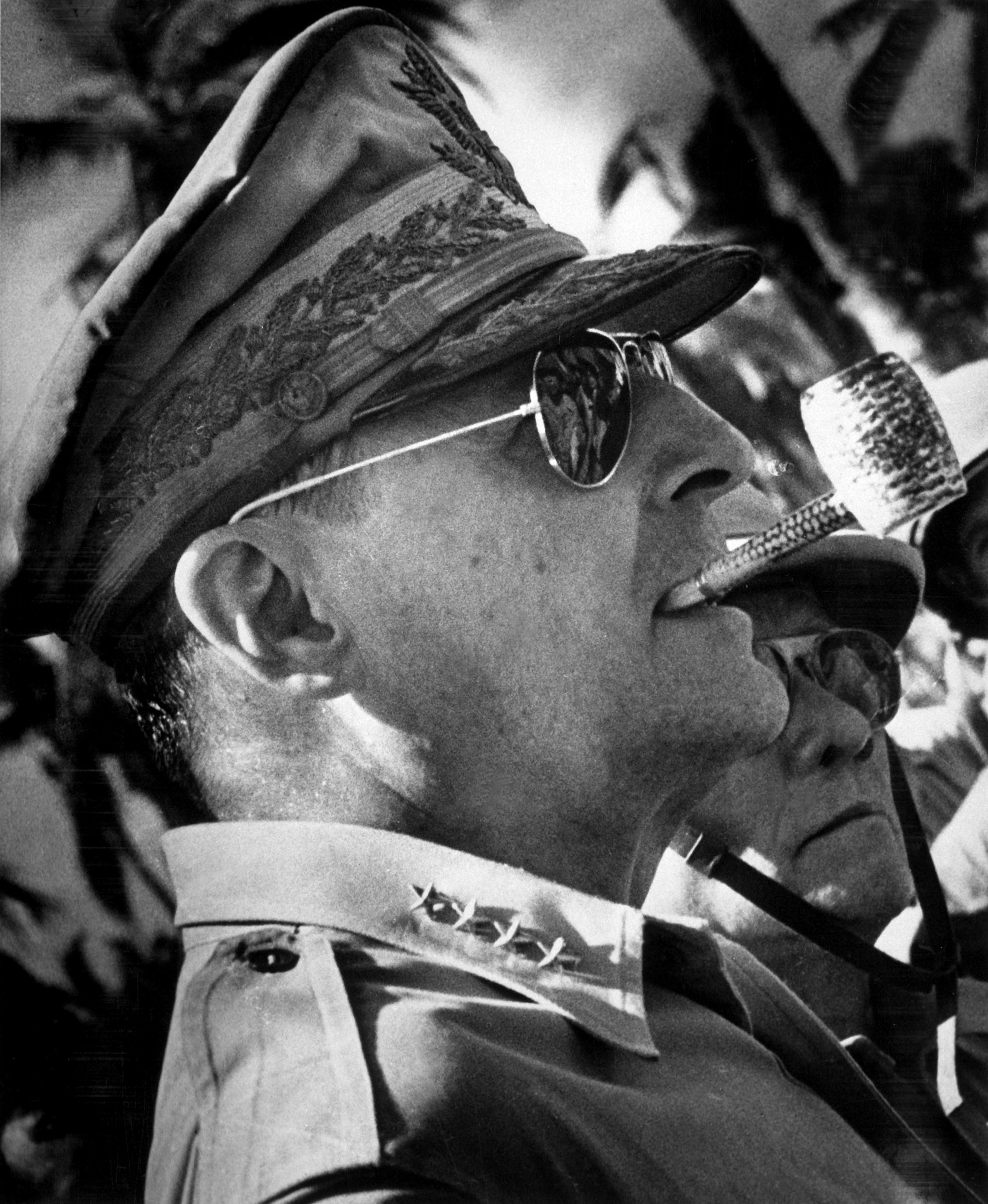
Douglas MacArthur,
geboren in 1880

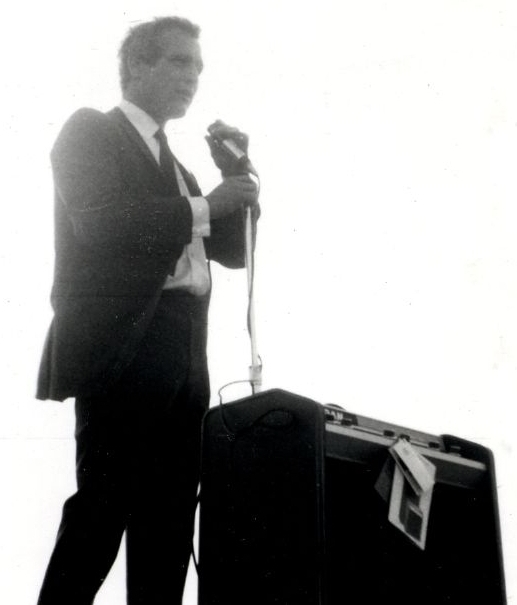
Paul Newman,
geboren in 1925

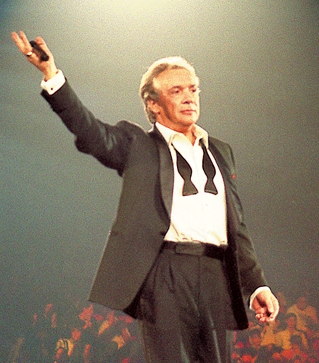
Michel Sardou,
geboren in 1947

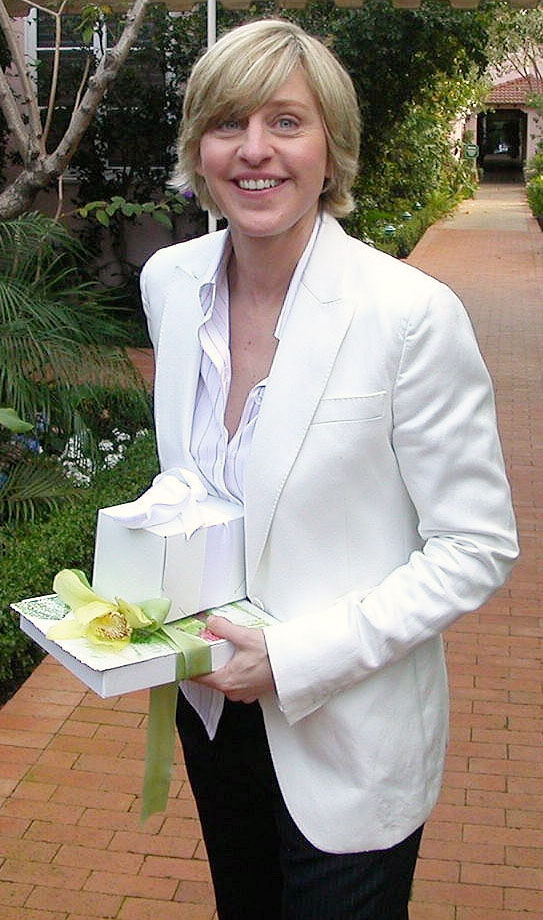
Ellen DeGeneres,
geboren in 1958

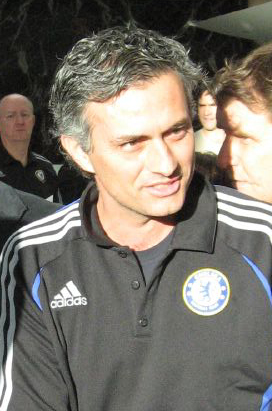
Jose Mourinho,
geboren in 1963

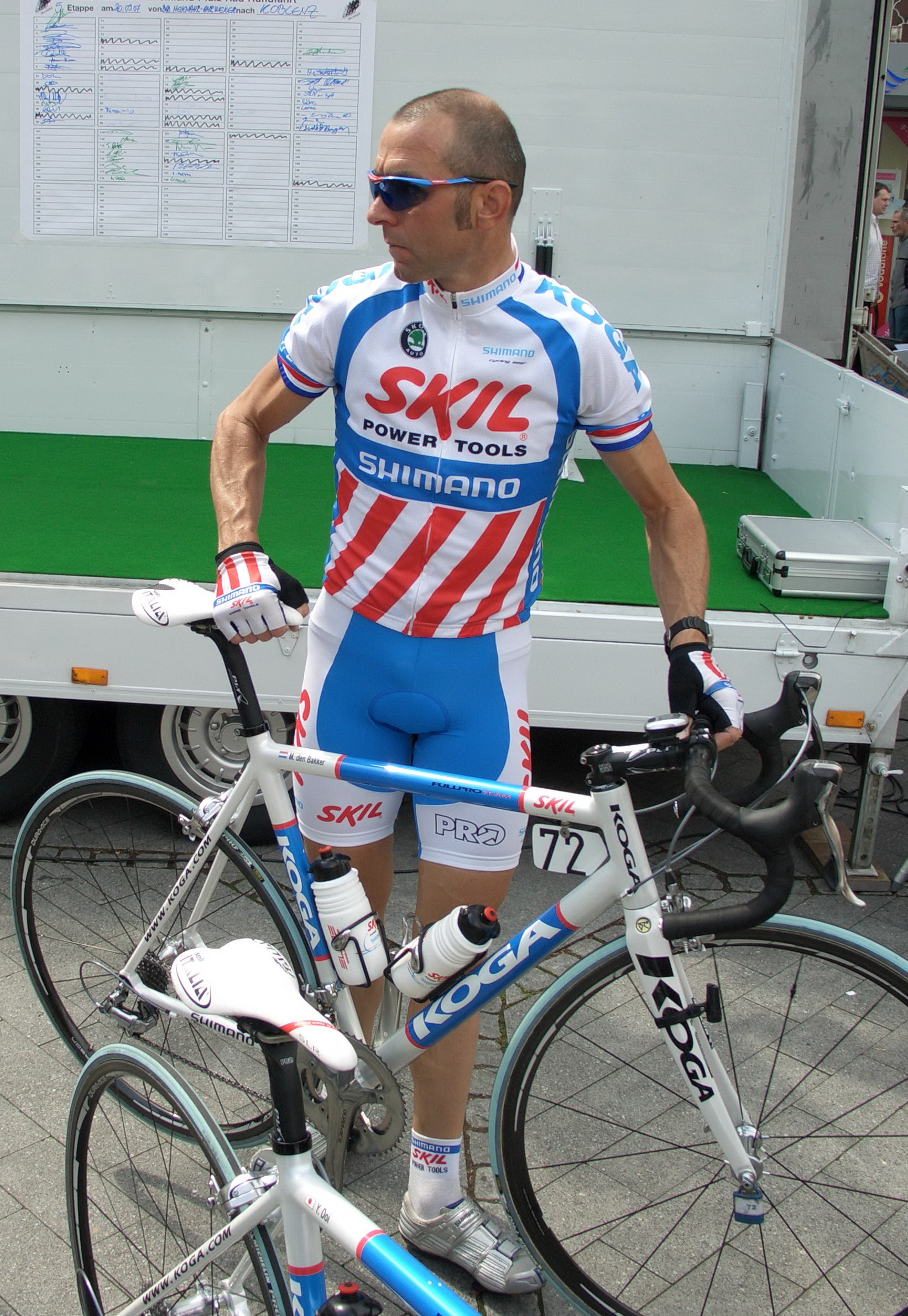
Maarten den Bakker,
geboren in 1969

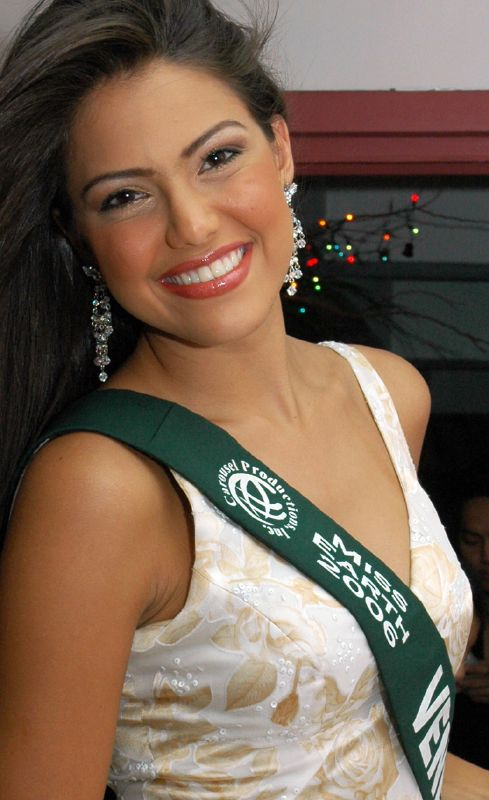
Marianne Puglia,
geboren in 1985

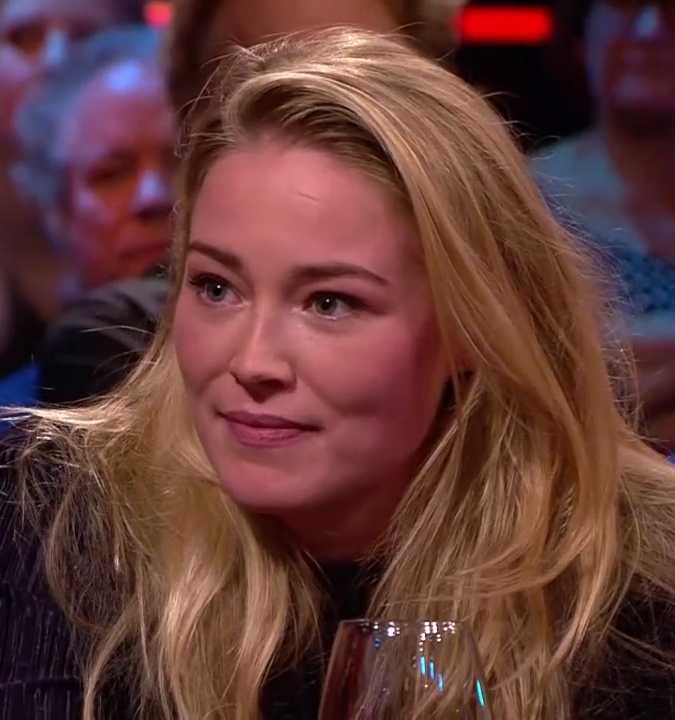
Geraldine Kemper,
geboren in 1990

- 1549 - Jakob Ebert, Duits theoloog en dichter (overleden 1614)
- 1582 - Giovanni Lanfranco, Italiaans kunstschilder (overleden 1647)
- 1662 - Jan van Hoogstraten, Nederlands dichter (overleden 1756)
- 1667 - Hendrick Zwaardecroon, Nederlands koloniaal bestuurder (overleden 1728)
- 1781 - Achim von Arnim, Duits schrijver (overleden 1831)
- 1784 - Johannes Tonkens, Nederlands politicus (overleden 1857)
- 1797 - François Pierre Bijleveld, Nederlands burgemeester (overleden 1878)
- 1804 - Eugène Sue, Frans schrijver (overleden 1857)
- 1813 - Juan Pablo Duarte, een van de drie Vader des Vaderlands (overleden 1876)
- 1826 - Louis Favre, Zwitsers ingenieur (overleden 1879)
- 1831 - Anton de Bary, Duits arts, mycoloog en botanicus (overleden 1888)
- 1831 - Mary Mapes Dodge, Amerikaans kinderboekenschrijfster (overleden 1905)
- 1843 - Idzerd Frans van Humalda van Eysinga, Nederlands politicus (overleden 1907)
- 1848 - Hendrik Karel Lambrecht, Belgisch bisschop van Gent (overleden 1889)
- 1848 - Justo Sierra Méndez, Mexicaans politicus en intellectueel (overleden 1912)
- 1871 - Johann F. Heymans, Surinaams schrijver (overleden 1933)
- 1876 - Lode Baekelmans, Belgisch schrijver (overleden 1965)
- 1877 - Kees van Dongen, Frans schilder van Nederlandse afkomst (overleden 1968)
- 1878 - Ema Destinnová, Tsjechisch sopraan (overleden 1930)
- 1880 - Douglas MacArthur, Amerikaans generaal (overleden 1964)
- 1887 - François Faber, Luxemburgs wielrenner (overleden 1915)
- 1891 - Charles Journet, Zwitsers kardinaal en theoloog (overleden 1975)
- 1893 - Dennis McGee, Amerikaans violist en accordeonist (overleden 1989)
- 1895 - Theo Slot, Nederlands vliegtuigontwerper (overleden 1949)
- 1896 - Dio Rovers, Nederlands kunstschilder, tekenaar en kunstdocent (overleden 1990)
- 1899 - Howard Doc Hopkins, Amerikaans musicus en radiopresentator (overleden 1949)
- 1902 - Menno ter Braak, Nederlands schrijver, oprichter en leider van de Filmliga (overleden 1940)
- 1904 - Elzard Kuhlman, Nederlands componist, dirigent, pianist en violist (overleden in ?)
- 1905 - John Carmel Heenan, Engels kardinaal-aartsbisschop van Westminster (overleden 1975)
- 1906 - Leo Halle, Nederlands voetbaldoelman (overleden 1992)
- 1907 - Henry Cotton, Brits golfer (overleden 1987)
- 1907 - Doc Shanebrook, Amerikaans autocoureur (overleden 1976)
- 1908 - Rupprecht Geiger, Duits schilder en beeldhouwer (overleden 2009)
- 1908 - Stéphane Grappelli, Frans jazzviolist (overleden 1997)
- 1909 - Alexander King, Brits wetenschapper en diplomaat (overleden 2007)
- 1911 - Johnnie Carr, Amerikaans mensenrechtenactivist (overleden 2008)
- 1911 - Polykarp Kusch, Duits-Amerikaans natuurkundige en Nobelprijswinnaar (overleden 1993)
- 1913 - Jimmy Van Heusen, Amerikaans componist (overleden 1990)
- 1914 - Marcel Daman, Belgisch politicus (overleden 1975)
- 1915 - Maxime Rodinson, Frans marxistisch linguïst, socioloog, historicus en arabist (overleden 2004)
- 1917 - Daisy Hontiveros-Avellana, Filipijns toneelactrice, -schrijver en -regisseur (overleden 2013)
- 1917 - Edgar Barth, Duits autocoureur (overleden 1965)
- 1917 - Louis Zamperini, Amerikaans atleet en militair (overleden 2014)
- 1918 - Nicolae Ceaușescu, Roemeens president (overleden 1989)
- 1918 - Philip José Farmer, Amerikaans schrijver (overleden 2009)
- 1918 - Henri Huber, Zwitsers politicus (overleden 1979)
- 1918 - Albert Sercu, Belgisch wielrenner (overleden 1978)
- 1918 - Mala Zimetbaum, Joods-Belgisch Birkenau-gevangene (overleden 1944)
- 1919 - Markus Assies, Nederlands verzetsstrijder (overleden 1944)
- 1919 - Valentino Mazzola, Italiaans voetballer (overleden 1949)
- 1919 - Elisabeth 'Beppie' Nooij, Nederlands actrice (overleden 1979)
- 1920 - Hans Holzer, Oostenrijks-Amerikaans paranormaal onderzoeker en schrijver (overleden 2009)
- 1920 - Heinz Keßler, Oost-Duits politicus en militair (overleden 2017)
- 1921 - Eddie Barclay, Frans producer (overleden 2005)
- 1922 - Page Cavanaugh, Amerikaans jazzpianist en -zanger (overleden 2008)
- 1922 - Gil Merrick, Engels voetballer (overleden 2010)
- 1922 - Martin Visser, Nederlands meubelontwerper en kunstverzamelaar (overleden 2009)
- 1922 - Ellen Vogel, Nederlands actrice (overleden 2015)
- 1923 - Bram Grisnigt, Nederlands verzetsstrijder tijdens de Tweede Wereldoorlog (overleden 2019)
- 1924 - Alice Babs, Zweeds zangeres/actrice (overleden 2014)
- 1924 - Warren Benson, Amerikaans componist, muziekpedagoog, dirigent en paukenist (overleden 2005)
- 1924 - Stanisław Szymecki, Pools (aarts)bisschop (overleden 2023)
- 1924 - Albert Vermeij, Nederlands politiefunctionaris (overleden 2002)
- 1925 - Joan Leslie, Amerikaans actrice (overleden 2015)
- 1925 - Paul Newman, Amerikaans (film)acteur, filmregisseur, filmproducent, autocoureur en filantroop (overleden 2008)
- 1927 - Victor Mees, Belgisch voetballer (overleden 2012)
- 1928 - Abdellatif Filali, Marokkaans eerste minister (overleden 2009)
- 1928 - Roger Vadim, Frans filmregisseur (overleden 2000)
- 1929 - André Kempinaire, Belgisch politicus (overleden 2012)
- 1929 - Richard Stroud, Amerikaans componist en dirigent
- 1930 - Napoleon Abueva, Filipijns beeldhouwer (overleden 2018)
- 1930 - Harry Melges, Amerikaans zeiler (overleden 2023)
- 1930 - Wim Statius Muller, Curaçaos pianist en componist (overleden 2019)
- 1931 - Bernard Panafieu, Frans kardinaal-aartsbisschop van Marseille (overleden 2017)
- 1932 - Stanislas Deriemaeker, Belgisch organist/componist
- 1932 - Jan de Rooij, Nederlands bokser (overleden 2008)
- 1933 - Ercole Baldini, Italiaans wielrenner (overleden 2022)
- 1933 - Javier Lozano Barragán, Mexicaans kardinaal (overleden 2022)
- 1934 - Ton Bruynèl, Nederlands componist (overleden 1998)
- 1934 - David Forbes, Australisch zeiler (overleden 2022)
- 1934 - François Narmon, Belgisch bankier (overleden 2013)
- 1935 - Albin Eser, Duits strafrechtgeleerde en hoogleraar (overleden 2023)
- 1935 - Nico Gerzee, Nederlands burgemeester (overleden 2024)
- 1935 - Friðrik Ólafsson, IJslands schaakgrootmeester (overleden 2025)
- 1935 - James Ramlall, Surinaams dichter (overleden 2018)
- 1935 - Paula Rego, Brits kunstschilderes (overleden 2022)
- 1935 - Chris Spijkerboer, Nederlands burgemeester (overleden 2011)
- 1936 - Ashley Mote, Brits politicus (overleden 2020)
- 1937 - Flor Bex, Belgisch kunstkenner
- 1937 - Celia Nufaar, Nederlands actrice
- 1937 - Els Blaak-Schuitevoerder, Nederlands burgemeester (overleden 2024)
- 1938 - Phillip Paludan, Amerikaans geschiedkundige (overleden 2007)
- 1940 - Mickey Huibregtsen, Nederlands topmanager en sportbestuurder (overleden 2022)
- 1940 - Allan Li Fo Sjoe, Surinaams politicus en bestuurder
- 1941 - Willy Bocklant, Belgisch wielrenner (overleden 1985)
- 1942 - Koen Wessing, Nederlands fotograaf (overleden 2011)
- 1943 - Jean Knight, Amerikaans r&b- en soulzangeres (overleden 2023)
- 1943 - Bernard Tapie, Frans politicus (overleden 2021)
- 1944 - Jeanne Adema, Nederlands kunstenares
- 1944 - Angela Davis, Amerikaans activiste
- 1944 - Alexander Van der Bellen, Oostenrijks econoom en politicus
- 1945 - Jevgeni Kirilov, Bulgaars politicus
- 1945 - Jacqueline du Pré, Brits celliste (overleden 1987)
- 1945 - David Purley, Brits autocoureur (overleden 1985)
- 1946 - Michel Delpech, Frans zanger (overleden 2016)
- 1946 - Engel Reinhoudt, Nederlands streektaalzanger (overleden 2020)
- 1947 - Patrick Dewaere, Frans filmacteur (overleden 1982)
- 1947 - Thea Dubelaar, Nederlands kinderboekenschrijfster
- 1947 - Michel Sardou, Frans zanger
- 1947 - Gerrit Jan Zwier, Nederlands schrijver
- 1948 - Boris Belkin, Russisch violist
- 1949 - David Strathairn, Amerikaans acteur
- 1950 - Jörg Haider, Oostenrijks rechtspopulistisch politicus (overleden 2008)
- 1951 - Jarmila Kratochvílová, Tsjecho-Slowaaks atlete
- 1953 - Andrée van Es, Nederlands politica
- 1953 - Ineke de Groot, Nederlands paralympisch sportster
- 1953 - Bert Heerink, Nederlands zanger
- 1955 - Eddie van Halen, Amerikaans zanger en gitarist (overleden 2020)
- 1957 - Rolf Fringer, Oostenrijks voetballer en voetbalcoach
- 1957 - Katrien Hoerée, Belgisch atlete (overleden 1994)
- 1957 - Rita Spijker, Nederlands auteur
- 1958 - Anita Baker, Amerikaans r&b-zangeres
- 1958 - Edgardo Bauza, Argentijns voetballer en voetbalcoach
- 1958 - Ellen DeGeneres, Amerikaans komediante, actrice en talkshow-host
- 1958 - Gian Piero Gasperini, Italiaans voetballer en voetbalcoach
- 1959 - Wanda Panfil, Pools atlete
- 1959 - Erwin Vandenbergh, Belgisch voetballer
- 1960 - Ulf Bengtsson, Zweeds tafeltennisser (overleden 2019)
- 1960 - Rachel Hore, Brits schrijfster van romantische fictie
- 1960 - Joseph Laurinaitis (Road Warrior Animal), Amerikaans professioneel worstelaar
- 1961 - Wayne Gretzky, Canadees ijshockeyer
- 1962 - Marco Antonio Barrero, Boliviaans voetballer
- 1963 - José Mourinho, Portugees voetbalcoach
- 1963 - Andrew Ridgeley, Brits zanger
- 1964 - Paul Johansson, Amerikaans acteur
- 1964 - Wendy Melvoin, Amerikaans gitariste en singer-songwriter
- 1964 - Torkil Nielsen, Faeröers voetballer en schaker
- 1965 - Henk Hagoort, Nederlands historicus en omroepbestuurder
- 1965 - Xiao Hongyan, Chinees atlete
- 1965 - Kevin McCarthy, Amerikaans Republkeins politicus
- 1965 - Ergun Simsek, Turks-Nederlands acteur
- 1968 - Norman Baert, Belgisch cameraman en acteur
- 1969 - Maarten den Bakker, Nederlands wielrenner
- 1969 - Rene Rooze, Nederlands kickbokser en K-1-vechter
- 1970 - David Perry, Frans pornoacteur
- 1971 - Jean-Marc Degraeve, Frans schaker
- 1971 - Dorian Gregory, Amerikaans acteur
- 1972 - Remko Koster, Nederlands hockeyer
- 1973 - Melvil Poupaud, Frans acteur en regisseur
- 1973 - Brendan Rodgers, Noord-Iers voetballer en voetbalcoach
- 1974 - David Castedo, Spaans voetballer
- 1974 - Kim van Kooten, Nederlands actrice en scenariste
- 1975 - Tonje Larsen, Noors handbalster
- 1976 - Yasmine Belmadi, Frans filmacteur (overleden 2009)
- 1976 - Pascal Minnaard, Nederlands danceproducer
- 1976 - Ky-Mani Marley, Jamaicaans acteur en muzikant
- 1977 - Marcin Baszczyński, Pools voetballer
- 1977 - Vince Carter, Amerikaans basketballer
- 1977 - Ketil Vestrum Einarsen, Noors fluitist
- 1978 - Nastja Čeh, Sloveens voetballer
- 1978 - Nathan D'Haemers, Belgisch voetballer
- 1979 - Joris Keizer, Nederlands zwemmer
- 1979 - Jarosław Zarębski, Pools wielrenner
- 1980 - Phil Dalhausser, Amerikaans beachvolleyballer
- 1980 - Fanjanteino Félix, Frans atlete
- 1980 - Maximiliano Pellegrino, Argentijns voetballer
- 1981 - Richard Antinucci, Amerikaans autocoureur
- 1981 - José de Jesús Corona, Mexicaans voetballer
- 1981 - Juan José Haedo, Argentijns wielrenner
- 1981 - Ihab Kareem, Iraaks voetballer (overleden 2007)
- 1981 - Colin O'Donoghue, Iers acteur en zanger
- 1983 - Kenny Belaey, Belgisch trialbiker
- 1983 - Arturo Casado, Spaans atleet
- 1983 - Marek Čech, Slowaaks voetballer
- 1983 - Nikola Djukić, Servisch schaker
- 1983 - Gin Dutch (Jennifer Druiventak), Nederlands rapster en zangeres
- 1983 - Florian Gruber, Duits autocoureur
- 1983 - Petri Oravainen, Fins voetballer
- 1983 - Rogier van de Weerd, Nederlands acteur
- 1984 - Carlos Mastretta Aguilera, Mexicaans autocoureur
- 1984 - Johan Sterrenburg, Nederlands dammer
- 1984 - Joeri Trofimov, Russisch wielrenner
- 1984 - Grzegorz Wojtkowiak, Pools voetballer
- 1984 - Luo Xuejuan, Chinees zwemster
- 1985 - Edwin Hodge, Amerikaans acteur
- 1985 - Marianne Puglia, Venezolaans model
- 1986 - Matt Heafy, Japans-Amerikaanse metalartiest
- 1986 - Sander Lenders, Nederlands voetballer
- 1986 - Park Mi-hyun, Zuid-Koreaans hockeyster
- 1986 - Thiago Pereira, Braziliaans zwemmer
- 1986 - Heather Stanning, Brits roeister
- 1987 - Philippe Fostier, Belgisch voetballer
- 1987 - Sebastian Giovinco, Italiaans voetballer
- 1987 - Gojko Kačar, Servisch voetballer
- 1987 - Tigist Tufa, Ethiopisch atlete
- 1987 - Rigoberto Urán, Colombiaans wielrenner
- 1988 - Faith Bruyning, Nederlands politica (NSC)
- 1988 - Dimítrios Chondrokoúkis, Grieks-Cypriotisch atleet
- 1989 - Fleur van Dooren, Nederlands hockeyster (overleden 2024)
- 1989 - Emily Hughes, Amerikaans kunstschaatsster
- 1989 - Samira Rocha, Braziliaans handbalster
- 1990 - Geraldine Kemper, Nederlands televisiepresentatrice
- 1990 - Christopher Massey, Amerikaans acteur
- 1990 - Sergio Pérez, Mexicaans autocoureur
- 1990 - Peter Sagan, Slowaaks wielrenner
- 1990 - Taner Taktak, Belgisch voetballer
- 1990 - Radoslav Yankov, Bulgaars snowboarder
- 1991 - Marc Bischofberger, Zwitsers freestyleskiër
- 1991 - Grégoire Demoustier, Frans autocoureur
- 1991 - Alex Sandro, Braziliaans voetballer
- 1991 - Pål Varhaug, Noors autocoureur
- 1992 - Simon d'Artois, Canadees freestyleskiër
- 1992 - Sam Hagens, Nederlands presentator en verslaggever
- 1993 - Alice Powell, Brits autocoureur
- 1994 - Steph Catley, Australisch voetbalster
- 1995 - Nemanja Maksimović, Servisch voetballer
- 1996 - Zakaria Bakkali, Belgisch voetballer
- 1996 - Igor Decraene, Belgisch wielrenner (overleden 2014)
- 1996 - Nora Foss Al-Jabri, Noors zangeres
- 1996 - Hwang Hee-chan, Zuid-Koreaans voetballer
- 1997 - Silke Jonkman, Nederlands atlete
- 1997 - Mikkel O. Pedersen, Deens autocoureur
- 1999 - Ashafar, Nederlands rapper
- 2001 - Ai Ogura, Japans motorcoureur
- 2001 - Isaac Okoro, Amerikaans basketballer
- 2002 - Yang Junxuan, Chinees zwemster
- 2003 - Senne Knaven, Nederlands wielrenster
- 2004 - Tijmen van der Helm, Nederlands autocoureur
- 2004 - Santiago Ramos, Mexicaans autocoureur
- 2004 - Andrea Raccagni Noviero, Italiaans wielrenner
- 2005 - Kyriani Sabbe, Belgische voetballer

## Overleden

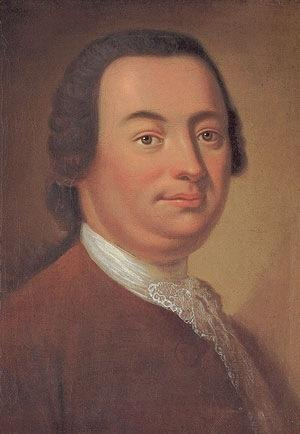
Johann Christoph Friedrich Bach,
overleden in 1795

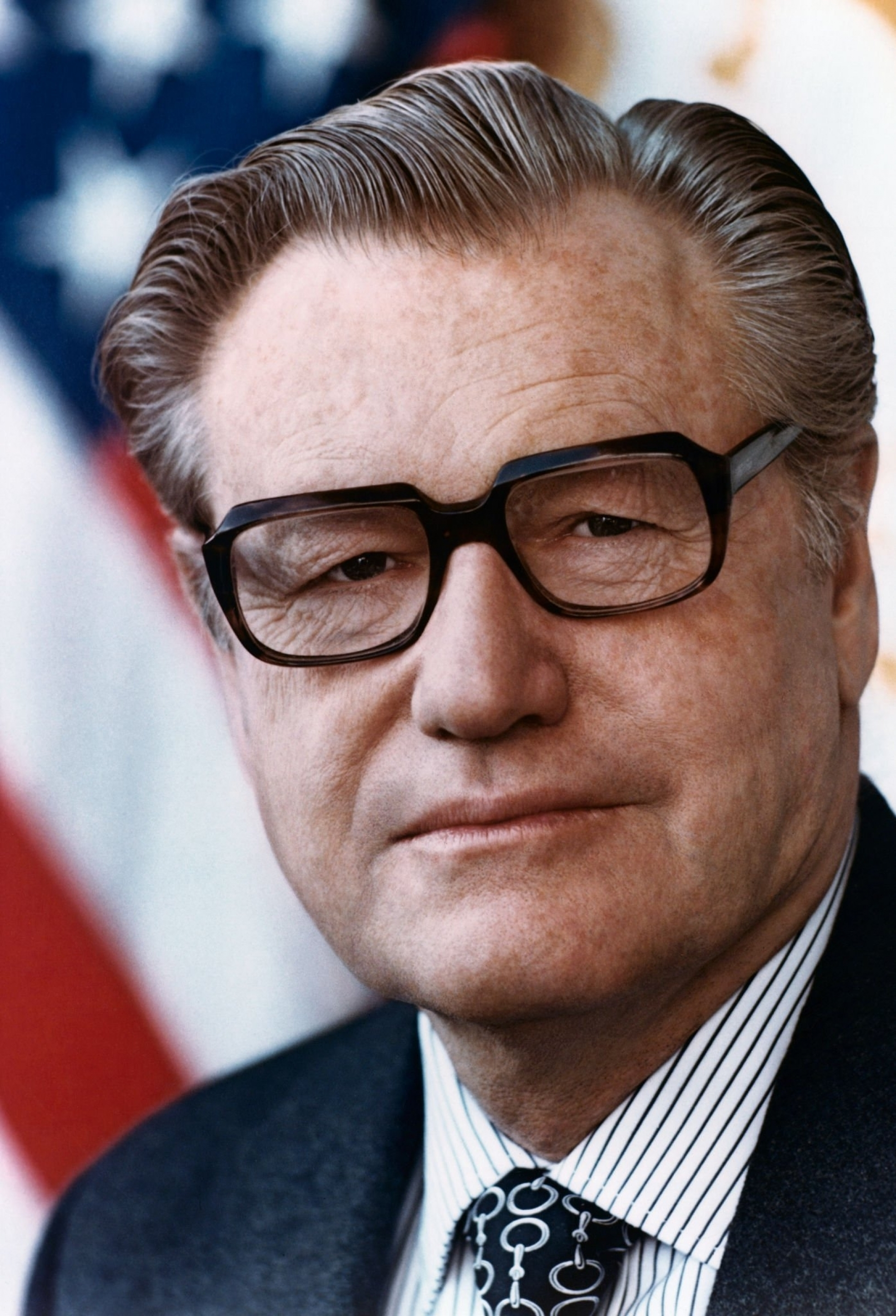
Nelson Rockefeller,
overleden in 1979

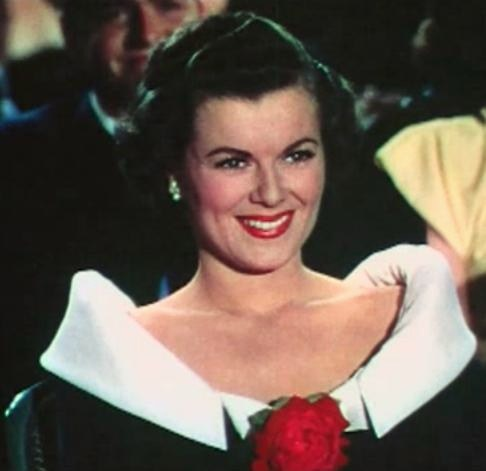
Barbara Hale,
overleden in 2017

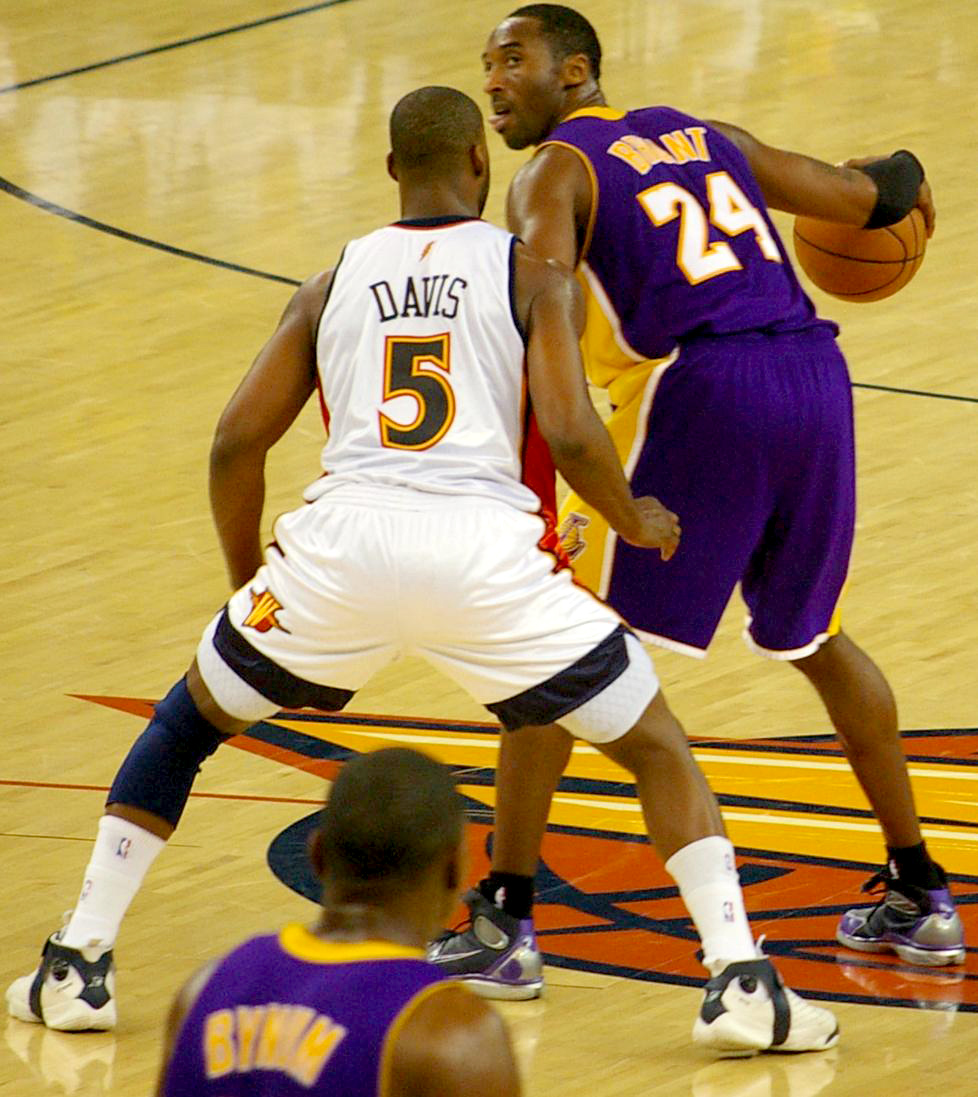
Kobe Bryant,
overleden in 2020

- 1636 - Jean Hotman (84), Frans diplomaat
- 1714 - Daniël Jean Bernard (87), heer van Kattenbroek
- 1750 - Egidius de Saeger (?), Belgisch advocaat
- 1768 - Tibout Regters (57), Nederlands kunstschilder en tekenaar
- 1795 - Johann Christoph Friedrich Bach (62), Duits componist
- 1823 - Edward Jenner (73), Engels arts die het pokkenvaccin ontwikkelde
- 1824 - Théodore Géricault (32), Frans kunstschilder
- 1831 - Anton Delvig (32), Russisch schrijver en dichter
- 1855 - Gérard de Nerval (46), Frans dichter en schrijver
- 1871 - Amélie van Leuchtenberg (59), tweede vrouw van Peter I van Brazilië
- 1889 - Lodewijk Willem Ernst Rauwenhoff (70), Nederlands theoloog, predikant en hoogleraar
- 1890 - Wildman Whitehouse (73), Engels chirurgijn
- 1891 - Nicolaus Otto (58), Duits uitvinder
- 1893 - Abner Doubleday (73), Amerikaans militair
- 1908 - Alexander Mann (55), Schots kunstschilder
- 1915 - Akaki Tsereteli (74), Georgisch dichter
- 1920 - Jozef Thissen (79), Nederlands beeldhouwer
- 1946 - Elena Brockmann (78), Spaans kunstschilder
- 1946 - René De Pauw (58), Belgisch kunstschilder
- 1947 - Gustaaf Adolf (40), erfprins van Zweden
- 1948 - Thomas Theodor Heine (80), Duits kunstschilder en tekenaar
- 1950 - Anton van der Waals (38), Nederlands spion in dienst van de Duitse SD, verrader
- 1952 - Lodewijk van Deyssel (87), Nederlands schrijver en dichter
- 1953 - Georges Aeby (50), Zwitsers componist, muziekpedagoog en dirigent
- 1953 - Martinus Nijhoff (58), Nederlands schrijver
- 1955 - Holger Nielsen (88), Deens schermer, schutter en atleet
- 1962 - Lucky Luciano (64), Italiaans-Amerikaans gangster
- 1966 - Ekko Oosterhuis (79), Nederlands natuurkundige
- 1973 - Edward G. Robinson (79), Amerikaans acteur van Roemeense afkomst
- 1973 - Meyer Sluyser (71), Nederlands journalist en commentator
- 1975 - Cornelius Herminus Rijke (86), Nederlands componist en dirigent
- 1978 - Leo Genn (72), Engels acteur
- 1979 - Nelson Rockefeller (70), 41e vicepresident van de Verenigde Staten
- 1980 - Dolly Rudeman (77), Nederlands grafisch ontwerpster
- 1988 - Raymond Williams (66), Welsh schrijver
- 1990 - Bob Gerard (76), Brits autocoureur
- 1990 - Toninho Guerreiro (47), Braziliaans voetballer
- 1990 - Lewis Mumford (94), Amerikaans historicus, wetenschappelijk filosoof en schrijver
- 1991 - Johnny van Doorn (46), Nederlands schrijver
- 1992 - José Ferrer (80), Puerto Ricaans acteur
- 1992 - Okke Jager (74), Nederlands televisiepredikant
- 1993 - Jan Gies (87), Nederlands lid van het verzet, hielp om Anne Frank en haar familie te verbergen
- 1995 - Vic Buckingham (80), Engels voetballer en voetbaltrainer
- 1996 - Charles Jewtraw (95), Amerikaans schaatser
- 1996 - Henry Lewis (63), Amerikaans contrabassist en orkestdirigent
- 2000 - A.E. van Vogt (87), Canadees sciencefiction-schrijver
- 2001 - Roel van Duin (75), Nederlands bestuurder
- 2001 - Jan Faber (83), Nederlands verzetsstrijder tijdens de Tweede Wereldoorlog
- 2003 - Valeri Broemel (60), Sovjet-Russisch atleet
- 2003 - Hugh Trevor-Roper (89), Brits historicus
- 2005 - Rudi Falkenhagen (71), Nederlands acteur
- 2006 - Pieter Terpstra (86), Nederlands schrijver en journalist
- 2007 - Jean David Ichbiah (66), Frans computerwetenschapper, ontwierp de programmeertaal Ada
- 2008 - George Habash (81), Palestijns kinderarts en activist-terrorist
- 2008 - Janez Lenassi (80), Sloveens beeldhouwer
- 2009 - Rik Van den Abbeele (94), Belgisch televisiepionier en -producer
- 2009 - James Brady (79), Amerikaans roddeljournalist
- 2009 - Tine van Buul (89), Nederlands uitgeefster
- 2009 - Ahmad Hasan Dani (88), Pakistaans archeoloog, historicus en taalkundige
- 2010 - Louis Auchincloss (92), Amerikaans schrijver
- 2010 - Dag Frøland (64), Noors zanger en komiek
- 2010 - Götz Kauffmann (61), Oostenrijks acteur
- 2011 - Manuel Berná García (95), Spaans componist en dirigent
- 2011 - Gladys Horton (66), Amerikaans zangeres
- 2011 - Charlie Louvin (83), Amerikaans countryzanger
- 2011 - Shawn McGrath (34), Amerikaans prof-worstelaar
- 2011 - Tore Sjöstrand (89), Zweeds atleet
- 2012 - Iggy Arroyo (61), Filipijns politicus
- 2012 - Roberto Mieres (87), Argentijns autocoureur
- 2013 - Frans Vanderborght (83), Belgisch politicus
- 2014 - Stéphane Lovey (47), Zwitsers golfprofessional
- 2014 - Milan Ružić (58), Kroatisch voetballer
- 2014 - Raymond Weil (88), Zwitsers horlogemaker
- 2015 - Henk Bloemers (69), Nederlands voetballer
- 2015 - Louisa Colpeyn (96), Belgisch actrice
- 2016 - Black (53), Brits zanger en songwriter
- 2016 - Yvonne de Nijs (71), Nederlands zangeres
- 2016 - Abe Vigoda (94), Amerikaans acteur
- 2017 - Mike Connors (91), Amerikaans acteur
- 2017 - Barbara Hale (94), Amerikaans actrice
- 2017 - Paul Lanneau (91), Belgisch bisschop
- 2017 - Will Simon (87), Nederlands journalist, regisseur, eindredacteur en presentator
- 2018 - Buzz Clifford (75), Amerikaans zanger
- 2018 - Alfred Léonard (78), Belgisch volksvertegenwoordiger en burgemeester
- 2019 - Henrik Jørgensen (57), Deens atleet
- 2019 - Michel Legrand (86), Frans musicalcomponist, dirigent, pianist en arrangeur
- 2019 - Shrinivási (92), Surinaams dichter
- 2020 - Kobe Bryant (41), Amerikaans basketballer
- 2020 - Michou (88), Frans cabaretdirecteur
- 2021 - Margitta Gummel (79), Duits atlete
- 2021 - Cloris Leachman (94), Amerikaans actrice
- 2021 - Lars Norén (76), Zweeds toneelschrijver
- 2021 - Sergej Prichodko (64), Russisch politicus en diplomaat
- 2021 - Jozef Vengloš (84), Slowaaks voetballer en trainer
- 2022 - Janet Mead (83), Australisch non en zangeres
- 2022 - Ernst Stankovski (93), Oostenrijks acteur, regisseur en quizmaster
- 2023 - Dean Daughtry (76), Amerikaans toetsenist
- 2023 - Hay Holthuijsen (76), Nederlands voetballer
- 2024 - Dean Brown (68), Frans-Amerikaans jazzgitarist en componist
- 2024 - Adri de Fluiter (83), Nederlands beeldend kunstenaar
- 2024 - Gerrit van Kouwen (60), Nederlands autocoureur

## Viering/herdenking
- Australia Day
- India - Dag van de Republiek

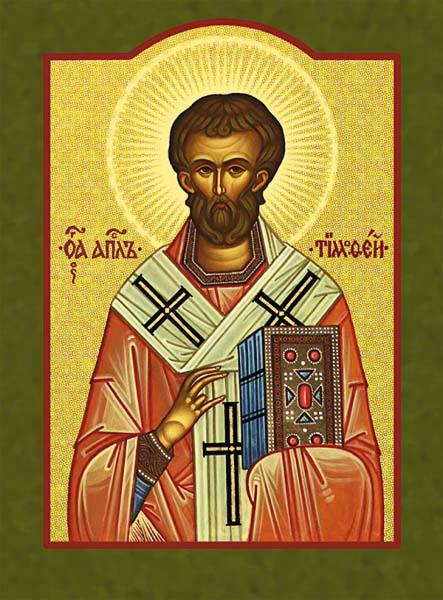
H. Timoteüs

- Koeweit - Onafhankelijkheidsdag (1961)
- Rooms-katholieke kalender:
  - Heiligen Timoteüs († ca. 94) en Titus († ca. 96) - Gedachtenis
  - Heilige stichter-abten van Cîteaux: heiligen Albericus (Alberik) van Cîteaux († 1109), Robert van Molesme († 1111) en Stefanus Hardin († 1134)
  - Heilige Conan van Iona († 658)
  - Zalige Michaël Kozal († 1943)
  - Heilige Paula van Rome († 347)
  - Heilige Alice Croft († 12e eeuw)

## Weerextremen

### Nederland
| | Officiële records | Officiële records | Officiële records |      | Landelijke records | Landelijke records | Landelijke records    |
| Gebeurtenis | Jaar              | Extreem           | Locatie           | Jaar | Extreem            | Locatie            |                       |
| --- | ----------------- | ----------------- | ----------------- | ---- | ------------------ | ------------------ | --------------------- |
| Laagste etmaalgemiddelde temperatuur (°C) | 1942              | −14,5             | De Bilt           |      | 1942               | −15,1              | Eelde                 |
| Hoogste etmaalgemiddelde temperatuur (°C) | 2002              | 10,3              | De Bilt           |      | 2002               | 10,8               | Arcen, Ell, Westdorpe |
| Laagste minimumtemperatuur (°C) | 1942              | −23,3             | De Bilt           |      | 1942               | −23,3              | De Bilt               |
| Hoogste minimumtemperatuur (°C) | 2002              | 8,8               | De Bilt           |      | 2002               | 9,7                | Gilze-Rijen           |
| Laagste maximumtemperatuur (°C) | 1942              | −11,4             | De Bilt           |      | 1942               | −13,3              | Eelde                 |
| Hoogste maximumtemperatuur (°C) | 1995              | 12,2              | De Bilt           |      | 1995               | 13,0               | Gilze-Rijen           |
| Hoogste uurgemiddelde windsnelheid (m/s) | 1977              | 14,4              | De Bilt           |      | 2002               | 23,0               | Vlieland              |
| Hoogste windstoot (m/s) | 1977              | 24,2              | De Bilt           |      | 1977               | 31,4               | Schiphol              |
| Langste zonneschijnduur (uur) | 1998, 2010        | 7,7               | De Bilt           |      | 1998               | 8,0                | Maastricht            |
| Langste neerslagduur (uur) | 1995              | 11,4              | De Bilt           |      | 1985               | 14,4               | Maastricht            |
| Hoogste etmaalsom van de neerslag (mm) | 2002              | 22,9              | De Bilt           |      | 2002               | 29,2               | Wilhelminadorp        |
| Laagste etmaalgemiddelde relatieve vochtigheid (%) | 1933, 1954        | 67                | De Bilt           |      | 1933               | 64                 | De Kooy               |
| Laagste uurwaarde luchtdruk op zeeniveau (hPa) | 1910              | 977,9             | De Bilt           |      | 1910               | 973,8              | Eelde                 |
| Hoogste uurwaarde luchtdruk op zeeniveau (hPa) | 1932              | 1050,4            | De Bilt           |      | 1932               | 1050,6             | De Kooy, Eelde        |
| Officiële records worden altijd gemeten op het KNMI-weerstation in De Bilt. Landelijke records kunnen worden gemeten op elk officieel KNMI-weerstation in Nederland. |                   |                   |                   |      |                    |                    |                       |

Uitzonderlijke gebeurtenissen
- 1932 - Officieel maandrecord hoogste uurwaarde luchtdruk op zeeniveau in hPa van januari gemeten in De Bilt: 1050,4
- 1942 - Officieel maandrecord laagste etmaalgemiddelde temperatuur in °C van januari gemeten in De Bilt: −14,5. Samen met 27 januari 1942
- 1942 - Officieel maandrecord laagste maximumtemperatuur in °C van januari gemeten in De Bilt: −11,4
- 1942 - Landelijk maandrecord laagste maximumtemperatuur in °C van januari gemeten in Eelde: −13,3
- 1945 - Officieel laagste minimumtemperatuur in °C van het jaar gemeten in De Bilt: −13,3

### België
Dagrecords
- 1838 - Laagste etmaalgemiddelde temperatuur −9,7 °C
- 1983 - Hoogste etmaalgemiddelde temperatuur 10,1 °C
- 1838 - Laagste minimumtemperatuur −14,3 °C
- 1983 - Hoogste maximumtemperatuur 13,6 °C
- 1884 - Hoogste etmaalsom van de neerslag 14 mm

Uitzonderlijke gebeurtenissen
- 1933 - IJs in rivieren en kanalen, zelfs in de Maas en de Schelde.
- 1935 - Een zware sneeuwstorm maakt wegen in de Hoge Venen onberijdbaar.

<< · 1 · 2 · 3 · 4 · 5 · 6 · 7 · 8 · 9 · 10 · 11 · 12 · 13 · 14 · 15 · 16 · 17 · 18 · 19 · 20 · 21 · 22 · 23 · 24 · 25 · 26 · 27 · 28 · 29 · 30 · 31 · >>